# Pro League 2011-12
La Jupiler League 2011/12 fue la 109.ª edición de la Primera División de Bélgica, la máxima competición futbolística de Bélgica. El Anderlecht ganó su título número 31.

## Ascensos y descensos
| Pos. | de la Primera División de Bélgica 2010/11 |
| ---- | ----------------------------------------- |
| 15.° | KAS Eupen                                 |
| 16.° | RSC Charleroi                             |

| Pos.  | de la Segunda División de Bélgica 2010/11 |
| ----- | ----------------------------------------- |
| 1.º   | Oud-Heverlee Leuven                       |
| Prom. | RAEC Mons                                 |

## Equipos y estadios
| Club                | Ciudad       | Estadio                        | Aforo  |
| ------------------- | ------------ | ------------------------------ | ------ |
| RSC Anderlecht      | Anderlecht   | Estadio Constant Vanden Stock  | 28.063 |
| Beerschot AC        | Amberes      | Olympisch Stadion              | 13.132 |
| Círculo de Brujas   | Brujas       | Estadio Jan Breydel            | 29.945 |
| Club Brujas         | Brujas       | Estadio Jan Breydel            | 29.945 |
| KV Cortrique        | Cortrique    | Guldensporen Stadion           | 9.500  |
| KRC Genk            | Genk         | Cristal Arena                  | 24.900 |
| KAA Gent            | Gante        | Jules Ottenstadion             | 12.919 |
| Lierse SK           | Lier         | Herman Vanderpoortenstadion    | 14.538 |
| KSC Lokeren         | Lokeren      | Daknamstadion                  | 10.000 |
| RKV Malinas         | Malinas      | Argosstadion Achter de Kazerne | 13.123 |
| RAEC Mons           | Mons         | Stade Charles Tondreau         | 12.000 |
| Oud-Heverlee Leuven | Lovaina      | Den Dreef                      | 8.519  |
| Sint-Truidense VV   | Sint-Truiden | Staaienveld                    | 11.250 |
| Standard Lieja      | Lieja        | Stade Maurice Dufrasne         | 30.000 |
| KVC Westerlo        | Westerlo     | Het Kuipje                     | 7.982  |
| SV Zulte Waregem    | Waregem      | Regenboogstadion               | 8.500  |

## Temporada regular
| Pos. | Equipo                  | PJ | PG | PE | PP | GF | GC | Dif. | Pts. |
| ---- | ----------------------- | -- | -- | -- | -- | -- | -- | ---- | ---- |
| 1.   | R.S.C. Anderlecht       | 30 | 20 | 7  | 3  | 61 | 26 | +35  | 67   |
| 2.   | Brujas                  | 30 | 19 | 4  | 7  | 51 | 32 | +19  | 61   |
| 3.   | KAA Gent                | 30 | 17 | 5  | 8  | 63 | 35 | +28  | 56   |
| 4.   | Standard Lieja          | 30 | 14 | 9  | 7  | 43 | 33 | +10  | 51   |
| 5.   | KRC Genk                | 30 | 13 | 7  | 10 | 60 | 44 | +16  | 46   |
| 6.   | Cortrique               | 30 | 13 | 7  | 10 | 39 | 36 | +3   | 46   |
| 7.   | Círculo de Brujas       | 30 | 13 | 7  | 10 | 36 | 37 | −1   | 46   |
| 8.   | Lokeren                 | 30 | 11 | 11 | 8  | 48 | 40 | +8   | 44   |
| 9.   | Malinas                 | 30 | 10 | 7  | 13 | 40 | 50 | −10  | 37   |
| 10.  | RAEC Mons (A)           | 30 | 9  | 9  | 12 | 50 | 55 | −5   | 36   |
| 11.  | Germinal Beerschot      | 30 | 9  | 9  | 12 | 45 | 51 | −6   | 36   |
| 12.  | Lierse                  | 30 | 6  | 13 | 11 | 24 | 36 | −12  | 31   |
| 13.  | Zulte Waregem           | 30 | 6  | 12 | 12 | 32 | 38 | −6   | 30   |
| 14.  | Oud-Heverlee Leuven (A) | 30 | 7  | 8  | 15 | 38 | 58 | −20  | 29   |
| 15.  | Westerlo                | 30 | 5  | 5  | 20 | 29 | 59 | −30  | 20   |
| 16.  | Sint-Truidense          | 30 | 3  | 10 | 17 | 32 | 61 | −29  | 19   |

|     | Clasificados a la eliminatoria por el campeonato |
|     | Clasificados a la eliminatoria de Europa League  |
|     | Relegados a la eliminatoria de descenso          |
| (A) | Ascendido desde la Segunda División              |

### Play-off por el campeonato
- Los equipos que clasifican a este grupo, comienzan con la mitad de puntos obtenidos durante la temporada regular, con el eventual redondeo.

|  | Pos. | Equipo            | PJ | PG | PE | PP | GF | GC | Dif. | Pts. |
|  | ---- | ----------------- | -- | -- | -- | -- | -- | -- | ---- | ---- |
|  | 1.   | R.S.C. Anderlecht | 10 | 5  | 3  | 2  | 16 | 8  | +8   | 52   |
|  | 2.   | Brujas            | 10 | 5  | 2  | 3  | 14 | 11 | +3   | 48   |
|  | 3.   | KRC Genk          | 10 | 6  | 0  | 4  | 19 | 19 | 0    | 41   |
|  | 4.   | KAA Gent          | 10 | 4  | 0  | 6  | 16 | 16 | 0    | 40   |
|  | 5.   | Standard Lieja    | 10 | 2  | 3  | 5  | 10 | 17 | -7   | 35   |
|  | 6.   | Cortrique         | 10 | 3  | 2  | 5  | 16 | 20 | -4   | 34   |

|  | Campeón y clasificado para la Liga de Campeones 2012-13. |
|  | Clasificado para la Liga de Campeones 2012-13.           |
|  | Clasificado a la UEFA Europa league 2012-13.             |

### Grupo A
| Equipo            | PJ | PG | PE | PP | GF | GC | DG | Pts |
| ----------------- | -- | -- | -- | -- | -- | -- | -- | --- |
| Círculo de Brujas | 6  | 3  | 2  | 1  | 16 | 10 | +6 | 11  |
| OH Leuven         | 6  | 3  | 1  | 2  | 15 | 14 | +1 | 10  |
| Lierse            | 6  | 1  | 4  | 1  | 7  | 7  | 0  | 7   |
| Malinas           | 6  | 1  | 1  | 4  | 7  | 14 | –7 | 4   |

|                   | CIR | LIE | RKVM | OHL |
| ----------------- | --- | --- | ---- | --- |
| Círculo de Brujas | –   | 0–0 | 3–1  | 6–4 |
| Lierse            | 2–2 | –   | 2–1  | 1–2 |
| Malinas           | 0–3 | 1–1 | –    | 2–1 |
| OH Leuven         | 3–2 | 1–1 | 4–2  | –   |

### Grupo B
| Equipo        | PJ | PG | PE | PP | GF | GC | DG | Pts |
| ------------- | -- | -- | -- | -- | -- | -- | -- | --- |
| Mons          | 6  | 3  | 2  | 1  | 8  | 4  | +4 | 11  |
| Zulte-Waregem | 6  | 2  | 2  | 2  | 7  | 8  | –1 | 8   |
| Beerschot     | 6  | 2  | 1  | 3  | 9  | 10 | –1 | 7   |
| Lokeren       | 6  | 1  | 3  | 2  | 9  | 11 | –2 | 6   |

|               | BEE | LOK | MON | ZWA |
| ------------- | --- | --- | --- | --- |
| Beerschot     | –   | 4–1 | 1–1 | 3–1 |
| Lokeren       | 3–1 | –   | 1–2 | 1–1 |
| Mons          | 2–0 | 1–1 | –   | 0–1 |
| Zulte-Waregem | 2–0 | 2–2 | 0–2 | –   |

### Final del playoff de Europa League
Círculo de Brujas gana por un global de 4-2 y juega el Testmatch, que otorga la clasificación a la UEFA Europa League 2012-13.
| Equipo 1          | Agr. | Equipo 2 | Ida | Vuelta |
| ----------------- | ---- | -------- | --- | ------ |
| Círculo de Brujas | 4-2  | Mons     | 1-0 | 3-2    |

### Testmatch
El ganador de los playoffs de Europa League (Círculo de Brujas) compitió contra el cuarto clasificado de los playoffs por el campeonato (Gent) por participar en la segunda ronda previa de la UEFA Europa League 2012-13. Gent ganó por un global de 7-2 y clasificó a la Europa League.
| Equipo 1 | Agr. | Equipo 2          | Ida | Vuelta |
| -------- | ---- | ----------------- | --- | ------ |
| Gent     | 7-2  | Círculo de Brujas | 5-1 | 2-1    |

### Playoff de descenso
Los equipos clasificados en las dos últimas posiciones juegan entre ellos 4 veces (originalmente eran 5 partidos, pero el último no se jugó ya que el Sint-Truiden no podía superar a Westerlo en la tabla de posiciones). El equipo que terminó en la 15.ª posición, en este caso el Westerlo, se inicia con una bonificación de tres puntos y tiene tres partidos en condición de local. Finalmente Sint-Truiden descendió a la Segunda División, y Westerlo también descendió después de perder el playoff de promoción contra los equipos de Segunda División.
| Pos | Equipo       | Pts | PJ | PG | PE | PP | GF | GC | DIF |
| --- | ------------ | --- | -- | -- | -- | -- | -- | -- | --- |
| 1º  | Westerlo     | 12  | 4  | 3  | 0  | 1  | 12 | 6  | +6  |
| 2º  | Sint-Truiden | 3   | 4  | 1  | 0  | 3  | 6  | 12 | -6  |

## Máximos goleadores
| Jugador           | Club         | Goles |
| ----------------- | ------------ | ----- |
| Jérémy Perbet     | RAEC Mons    | 25    |
| Jelle Vossen      | KRC Genk     | 21    |
| Christian Benteke | KRC Genk     | 16    |
| Joseph Akpala     | Club Brujas  | 15    |
| Dieumerci Mbokani | Anderlecht   | 15    |
| Jordan Remacle    | OH Leuven    | 15    |
| Guillaume Gillet  | Anderlecht   | 14    |
| Julien Gorius     | Malinas      | 14    |
| Hernán Losada     | Beerschot AC | 13    |